# Jens Christian Lund
Jens Christian Lund (født 22. juni 1945 i Skjoldborg i Thy, død 7. oktober 2018 i Viborg) var en dansk officer, medlem af Folketinget for Socialdemokraterne og fodbolddommer.
Jens Christian Lund tog studentereksamen i Thisted i 1963. Derefter blev han rekrut i Forsvaret ved Slesvigske Fodregiment, og siden blev det til en lang karriere i forsvaret. Officersuddannelsen afsluttede han i 1971, og derpå gik karrieren over premierløjtnant, kaptajn, major og oberstløjtnant, til han i 1995 blev udnævnt til oberst. Han var blandt andet udstationeret på Cypern og i Zagreb. I en periode i 90'erne var han chef for Forsvarets Værnepligt og Rekruttering (FVR). Som bataljonschef og senere som regimentschef var han tjenestgørende ved Prinsens Livregiment i Viborg og fra 2001 i Skive. I sin tid som regimentschef gjorde Lund en stor indsats for at støtte opbygningen af de militære styrker i de baltiske lande. Han blev pensioneret som oberst i 2005.
I en relativ sen alder blev Lund politisk aktiv hos Socialdemokraterne. Han blev medlem af Viborg Kommunes byråd i 1997, og ved folketingsvalget i 2005 modtog han valg. Han genopstillede ikke ved folketingsvalget i 2011. Han var medlem af partiets gruppebestyrelse og arbejdede med blandt andet trafik-, erhvervs-, energi- og europapolitik.
Han boede i Viborg. Han var gift og fik tre børn samt fem børnebørn.
Lund var i mange år fodbolddommer. Her nåede han frem til den danske top og fik endvidere internationale dommeropgaver.
I 2000 blev han Kommandør af Dannebrog. Han har desuden modtaget Hæderstegnet for god tjeneste ved Hæren, Reserveofficersforeningen i Danmarks hæderstegn, Trestjerneordenen, Estiske Forsvars Fortjenstmedalje, Estiske Ørnekors, Forbundsrepublikken Tysklands Forbundsforsvars Æreskors, Storfyrst Gediminas' Orden og medaljer fra United Nations Force in Cypres og United Nations Protection Force. I september 2020 blev den tidligere paradeplads på Viborg Kaserne omdøbt til Oberst J.C. Lunds Plads.